# Campsocnemis
Campsocnemis is een geslacht van wantsen uit de familie van de Reduviidae (Roofwantsen). Het geslacht werd voor het eerst wetenschappelijk beschreven door Carl Stål in 1870.

## Soorten
Het genus bevat de volgende soorten:

- Campsocnemis bipuncticollis Stål, 1870
- Campsocnemis longicollis Bergroth, 1913
- Campsocnemis rapax Miller, 1940
- Campsocnemis saeva Miller, 1940
- Campsocnemis sordidula Miller, 1940